# Kościół św. Jana Pawła II w Słopnicach
Kościół św. Jana Pawła II w Słopnicach – kościół parafialny parafii rzymskokatolickiej św. Andrzeja Apostoła w Słopnicach.

## Historia
Pierwsze plany budowy nowego kościoła zaczęły się już pojawiać w latach 70. XX w. Jednakże priorytetem była kaplica na os. Podmogielica.
Kościół powstał w 2013 roku, zastępując poprzedni zabytkowy kościół parafialny. Autorem projektu był Sebastian Pitoń. 
Poświęcenia 16 listopada 2013 dokonał bp. Andrzej Jeż.
W roku 2020 miało dojść do konsekracji, lecz została ona przełożona z powodu pandemii Covid-19.